# Ula-ai-hawane
De Ula-ai-hawane (Ciridops anna) is een uitgestorven zangvogel uit de familie Fringillidae (vinkachtigen).

## Verspreiding en leefgebied
Deze soort is endemisch op Hawaï. Het laatste exemplaar werd waargenomen in 1937.